# 東富士演習場

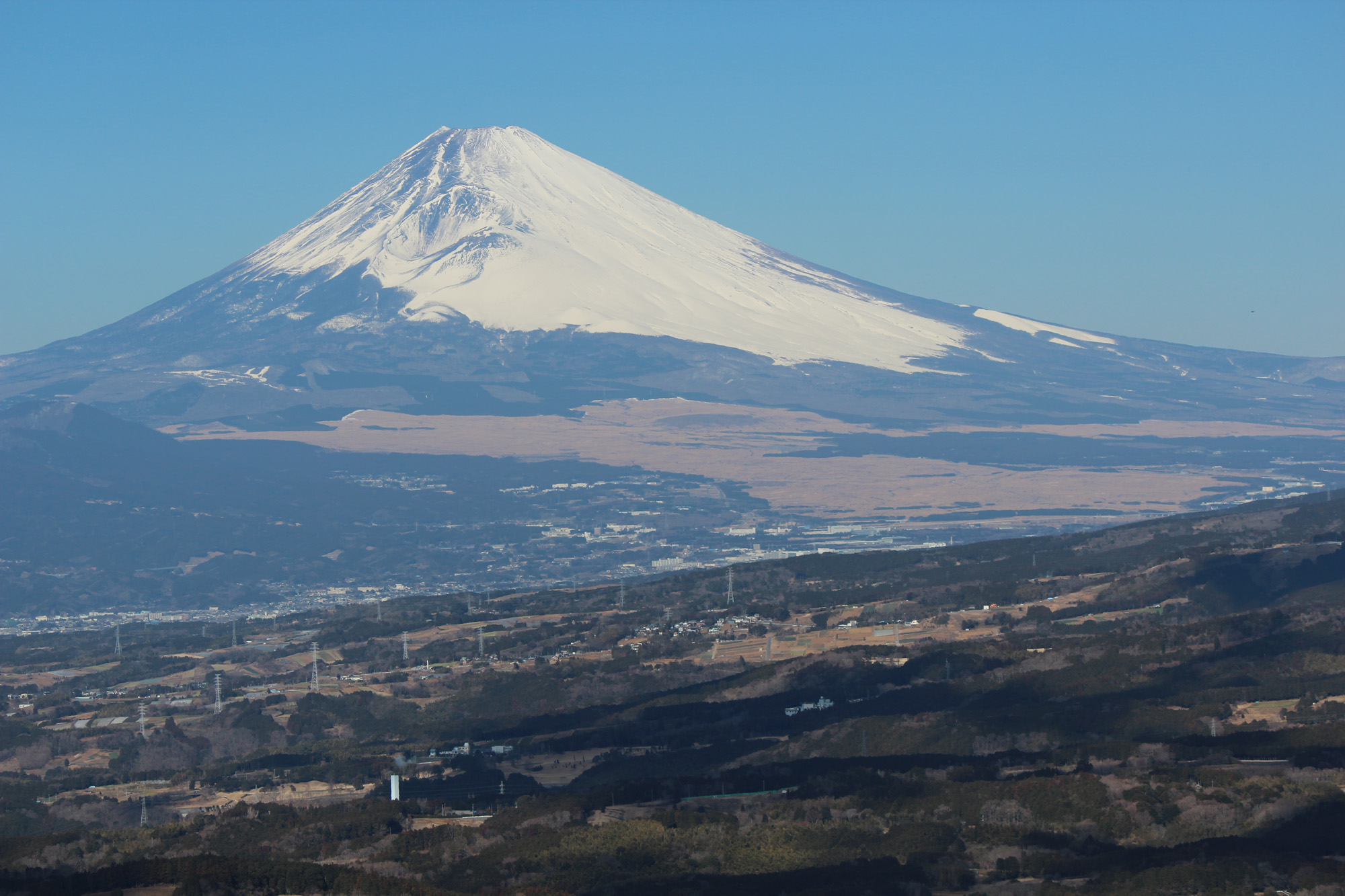
富士山麓の草地が東富士演習場

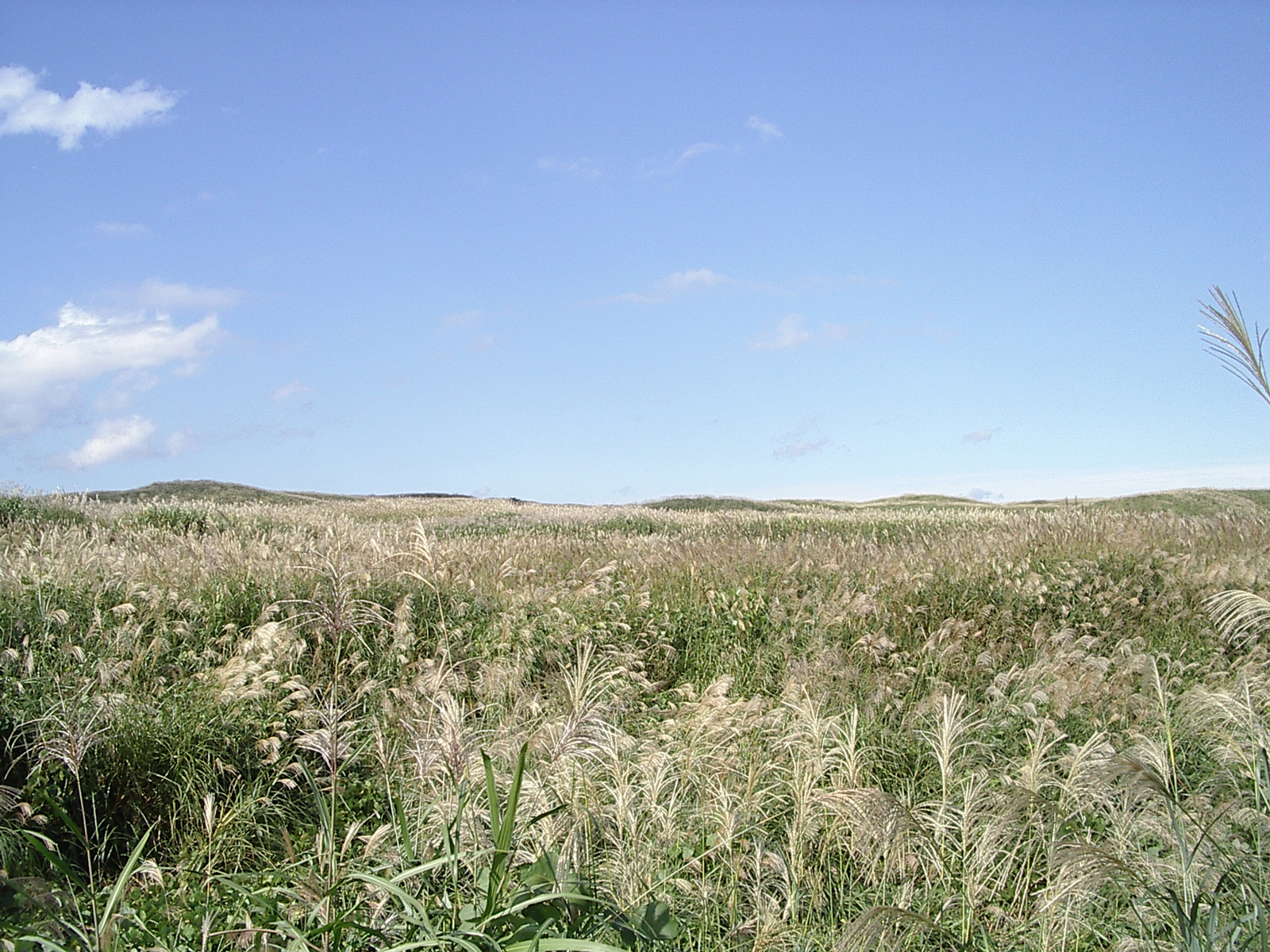
裾野市大野原付近の東富士演習場。秋にはススキの穂がゆれる。

東富士演習場（ひがしふじえんしゅうじょう）は、富士山東麓の御殿場市、小山町、裾野市にまたがる陸上自衛隊の演習場。面積は8,809ha（88.09km²）で本州の演習場では最大である。アメリカ海兵隊のキャンプ富士地区を除いて、富士駐屯地に所在する陸上自衛隊富士学校（管理部演習場管理課）が管理している。

## 管理部隊
- 陸上自衛隊富士学校管理部演習場管理課

## 概要

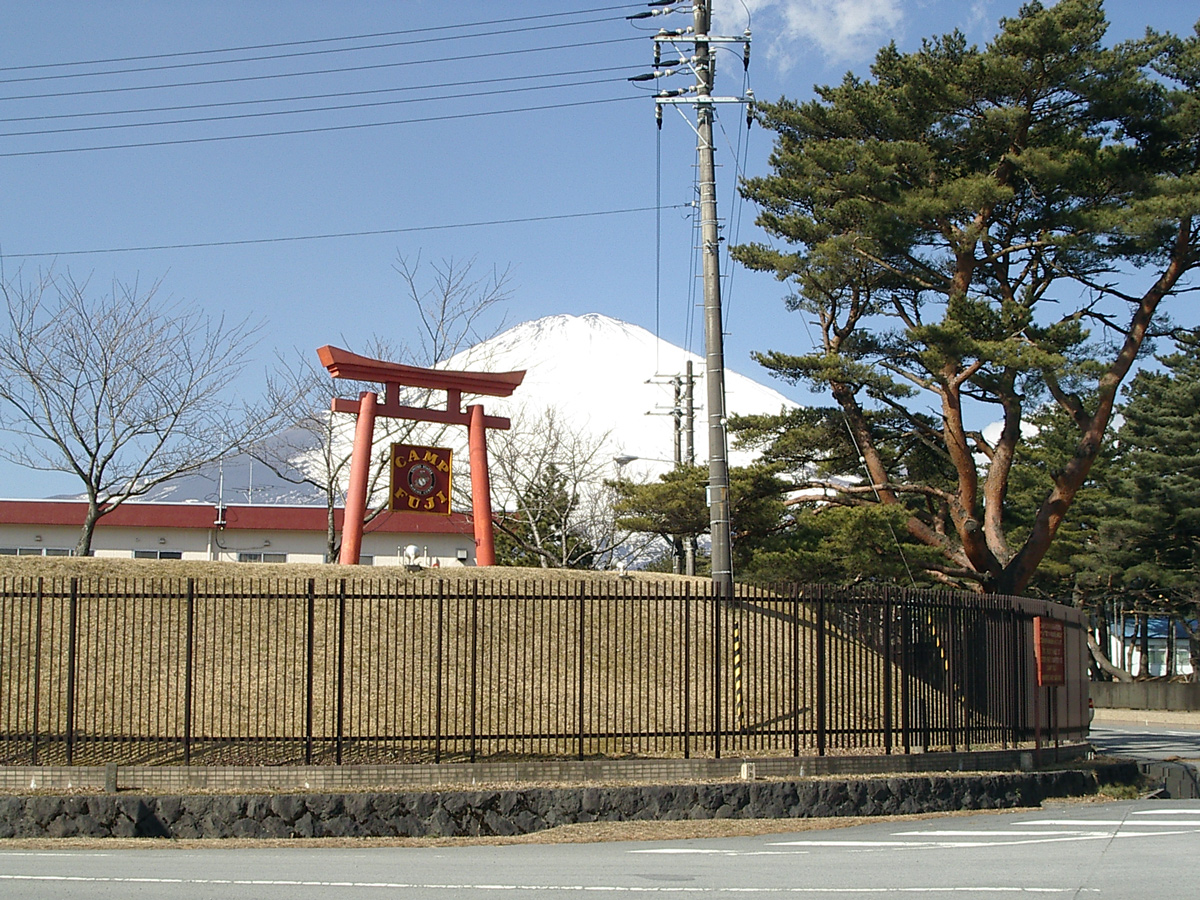
アメリカ海兵隊キャンプ富士

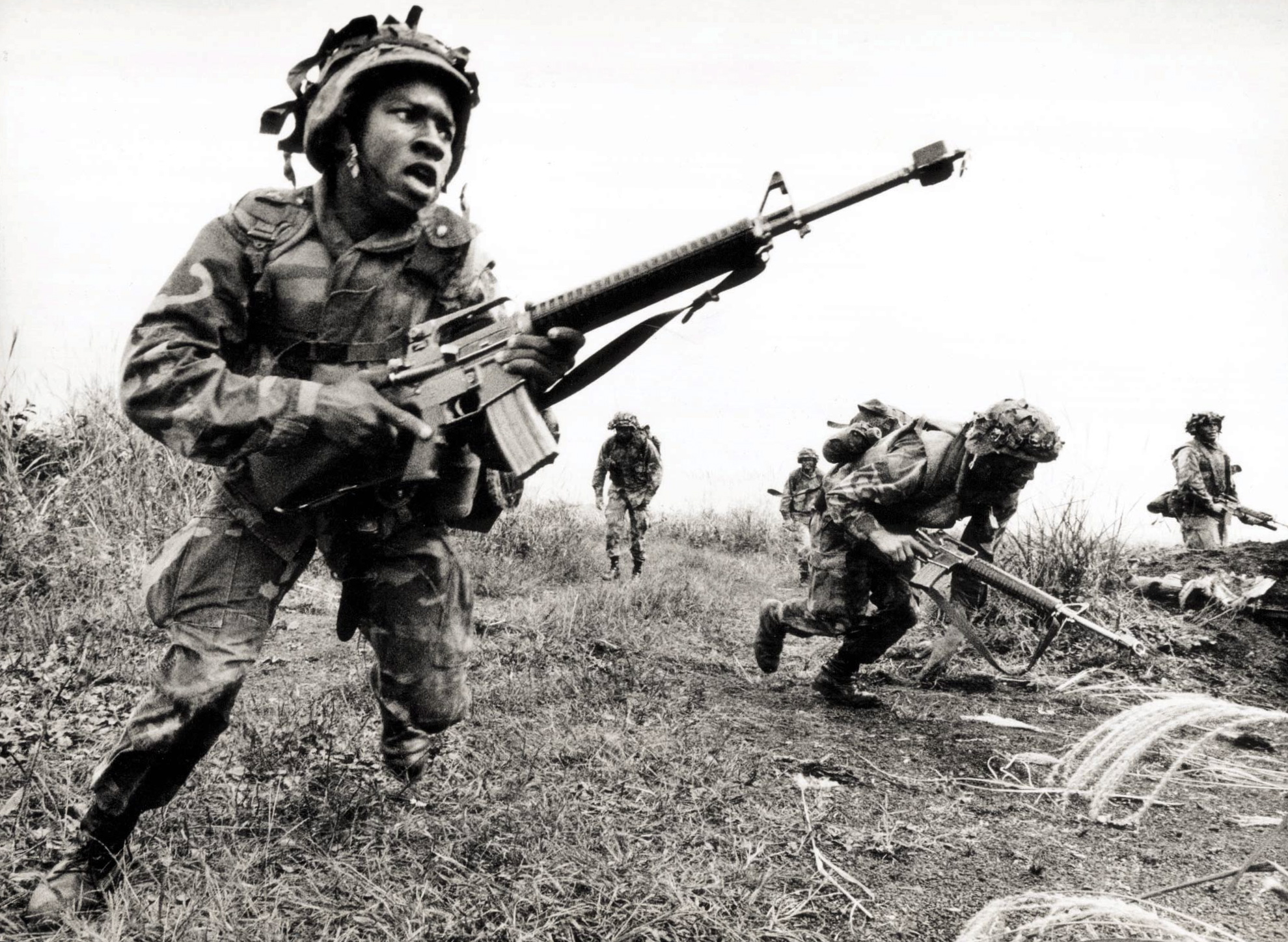
"キャンプ富士"で演習を行うアメリカ海兵隊員ら

原野と山林で構成され、北部は北富士演習場に接している。このうち畑岡地区は富士総合火力演習の会場にもなっている。
陸上自衛隊のほか、アメリカ海兵隊も演習を行う。火山灰土のためあまり農業に適さず、大部分は周辺の村々の草刈などの入会地として利用されてきた。地租改正の際に入会地は国有地（後に御料地等）とされてしまったため、地元への払い下げがたびたび行われた。
- 御殿場市 6,139ha
- 小山町 1,711ha
- 裾野市 959ha

東富士演習場の周囲には実質演習場内ではあるが一般車両の通行が黙認されている道があり、地元民が近道として利用したり、戦車などの自衛隊車両愛好家が撮影によく訪れたりしている。しかし中には立ち入り禁止の箇所であることを知っていながら侵入し撮影を行う者がいるなど、マナー問題も浮上している。

## 歴史
- 1896年（明治29年）：大日本帝国陸軍の最初の演習が行われ、以降時々演習が行われた。
- 1908年（明治41年）：滝ヶ原廠舎（現・滝ヶ原駐屯地）が設置。
- 1909年（明治42年）：板妻廠舎（現・板妻駐屯地）が設置。

富士裾野演習場
- 1912年（明治45年）：富士裾野演習場として正式に開設された。演習の妨げになるとして印野村の北畑集落が強制移転させられている。
- 1927年（昭和2年）9月：陸軍特別陣地攻防演習。昭和天皇の行幸[1]。
- 1936年（昭和11年）：駒門廠舎（現・駒門駐屯地）が設置。
- 1939年（昭和14年）：近衛師団演習。昭和天皇の行幸[2]
- 1945年（昭和20年）8月23日：演習場の設定が解除され、住民の開拓が開始。

アメリカ軍東富士演習場
- 1947年（昭和22年）5月15日：連合国軍（の1国であるアメリカ軍）が進駐を始めたため、開拓は中止されアメリカ軍東富士演習場となった。
- 1951年（昭和26年）9月8日：日米安保条約が結ばれ、アメリカ陸軍は引き続き駐留することとなる。

- 1954年（昭和29年）8月20日：陸上自衛隊富士学校が設置。
- 1958年（昭和33年）：演習場の無断利用を行ったとして国を被告とする自衛隊立入禁止請求訴訟が地権者団体によって起こされる。
- 1959年（昭和34年）：裁判は和解し、国と地権者団体の間で、東富士演習場使用協定や入会協定等が結ばれる。自衛隊によるアメリカ軍の演習場の利用は法的根拠に基づかないものだったため、原告勝訴の可能性が高かったとされる。このため、米軍演習場の全面返還が盛り込まれるなど、地元有利の和解内容になっている。以降協定の更新が行われている。
- 1966年（昭和41年）3月5日：富士山太郎坊付近に墜落した英国海外航空のボーイング707型機の墜落を隊員が確認、その後墜落現場に向かい現場の捜索及び保存を警察や消防などとともに行う（英国海外航空機空中分解事故）。

東富士演習場
- 1968年（昭和43年）7月31日：アメリカ軍からキャンプ富士地区（117.7ha）を除く地域が日本政府に返還され、引き続き陸上自衛隊が管理している。
- 1970年（昭和45年）
  - 1月13日：第一戦闘射場で行われた新型迫撃砲の発射テスト中、暴発事故が発生。豊和工業の社長ら2人が重体、3人が負傷[3]。
  - 12月18日：戦車砲の演習用砲弾が約6km逸れて富士ダウンヒルゴルフ場の16番ホール付近に落下。ケガ人はなし[4]。
- 2006年（平成18年）3月：演習場内に、総工費25億円の市街地訓練場が完成。中隊規模の訓練が行えるのは全国でここだけ（2011年4月1日現在）。

## 地元への影響
入会慣行があるため、演習のない日は入会権のある人は立ち入ることが可能となっている。このため、御殿場市や小山町の広報無線では演習の有無が放送される。入会地では茅や山菜の採取が行われる。入会権のない人による違法侵入、特に不発弾の持ち出しが問題になっている。演習の騒音軽減のために、防衛施設周辺の生活環境の整備等に関する法律に基づき、家屋等の防音工事に補助金が支給され、演習による土地の荒廃を軽減するための土木工事も実施されている。
地元の地権者団体は、演習場内の害虫駆除、野火の防止、山野草の生育促進のため、野焼きを行っている。2010年の野焼きでは、強風のために火に囲まれたことが原因で、3人の死者が出たことから、御殿場市は火入れ条例を改正した。

## ロケ地
広大な原野を利用して映画やドラマの撮影が行なわれることがある。時代劇では前近代的な風景、あるいは合戦シーンの舞台になる。自衛隊の演習場なので、戦車などを使った撮影が行なわれることもある。特に2005年に公開された『戦国自衛隊1549』では大規模なロケーションが行われた。
- （玉穂総有財産管理組合管理地）「志村＆所の戦うお正月2011」- ペーパードライバー対決　最終チェックポイント（テレビ朝日）

## 周辺の基地
- 陸上自衛隊富士学校・富士駐屯地（静岡県駿東郡小山町）
- 滝ヶ原駐屯地（静岡県御殿場市）
- 板妻駐屯地（静岡県御殿場市）
- 駒門駐屯地（静岡県御殿場市）
- 北富士駐屯地（山梨県南都留郡忍野村）
- 北富士演習場（山梨県富士吉田市および南都留郡山中湖村）
- アメリカ海兵隊キャンプ富士
- アメリカ海兵隊沼津海浜訓練場